# Vatomandry
Vatomandry è un comune urbano (firaisana) del Madagascar orientale.
È capoluogo del distretto di Vatomandry.

## Infrastrutture e trasporti
La città è sede di un aeroporto civile (codice IATA:VAT) e di una stazione fluviale sul Canal des Pangalanes.
Ha una popolazione di 10 259 abitanti (stima 2001).